# Zespół uszno-zębowy
Zespół uszno-zębowy (ang. otodental syndrome, otodental dysplasia, familial otodentodysplasia) – rzadki zespół wad wrodzonych, charakteryzujący się niezwykłym wyglądem uzębienia (tzw. globodoncja), któremu towarzyszy niedosłuch czuciowo-nerwowy i niekiedy koloboma – w tych przypadkach używano również określenia zespołu oczno-uszno-zębowego (oculo-oto-dental syndrome, OOD). Globodoncja dotyczy kłów i zębów trzonowych, zarówno uzębienia mlecznego, jak i stałego. Choroba dziedziczona jest w sposób autosomalny dominujący, aczkolwiek odnotowano także sporadyczne występowanie zespołu. Zespół uszno-zębowy należy do bardzo rzadkich schorzeń, opisano zaledwie dziewięć rodzin w których cecha ta jest obserwowana. W brytyjskiej rodzinie określono locus 20q13.1 w obrębie 12 cM krytycznego regionu.

## Epidemiologia
Opisano dotąd 9 rodzin z zespołem (oczno-)uszno-zebowym; pierwszy przypadek na Węgrzech, kolejne z Wielkiej Brytanii, Iraku, Brazylii, Chin, Polski, Austrii, Włoch i Belgii.

## Fenotyp
- Niedosłuch czuciowo-nerwowy
- wady narządu wzroku: nieprawidłowe rozmieszczenie barwnika siatkówki, koloboma, microcornea, mikroftalmia
- przerost dziąseł
- opóźnienie wyrzynania zębów, mlecznych i stałych
- hipodoncja: brakujące zęby to przede wszystkim zęby przedtrzonowe
- globodoncja
- hipoplazja szkliwa
- guzy zębopochodne[7].